# جيمي روني
جيمي روني (بالإنجليزية: Jimmy Rooney)‏ (10 ديسمبر 1945 بدندي في المملكة المتحدة - ) هو لاعب كرة قدم أسترالي في مركز الوسط، شارك في كأس العالم 1974. وشارك مع منتخب أستراليا لكرة القدم. أما مع النوادي، فقد لعب مع سيدني تايغرز وماركوني ستاليونز ونادي بيتربورو يونايتد وهايدلبرغ يونايتد ‏ ونادي مونتروز لكرة القدم وLochee United F.C. ‏ وسيدني براغ ‏.

## وصلات خارجية
- جيمي روني على موقع الاتحاد الدولي (مؤرشف)  (الإنجليزية)
- جيمي روني على موقع قاعدة بيانات كرة القدم.إي يو (الإنجليزية)
- جيمي روني على موقع ناشيونال فوتبول تيمز (الإنجليزية)